# Sonzay
Sonzay település Franciaországban, Indre-et-Loire megyében. Lakosainak száma 1414 fő (2022. január 1.). Sonzay Ambillou, Brèches, Neuillé-Pont-Pierre, Pernay, Saint-Paterne-Racan, Semblançay és Souvigné községekkel határos.

## Népesség
A település népessége az elmúlt években az alábbi módon változott:
| Lakosok száma | 1005 | 935  | 1085 | 1233 | 1381 | 1403 | 1387 | 1399 | 1409 | 1414 |
|               | 1968 | 1982 | 1990 | 2006 | 2013 | 2015 | 2017 | 2019 | 2020 | 2022 |